# Tòrax (artròpodes)

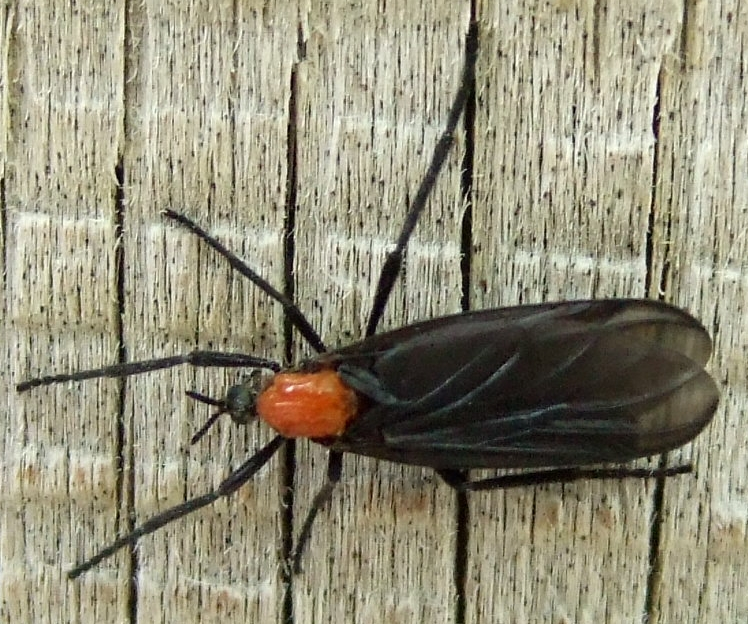
Dípter amb el tòrax taronja

El tòrax dels artròpodes és el tagma o regió del cos situada entre el cap i l'abdomen. El terme s'aplica als crustacis i insectes, malgrat que no són tagmes homòlegs. Amb freqüència, el cap i el tòrax es fusionen parcialment o totalment per a formar el cefalotòrax, com passa en molts crustacis i quelicerats; en aquests, el terme apropiat per a designar-ho és prosoma. Els miriàpodes posseeixen el cos dividit en cap i tronc, de manera que no tenen tòrax diferenciat.

## Hexàpodes
El tòrax dels insectes està integrat per tres metàmers o segments, denominats protòrax (primer segment), mesotòrax (segon segment) i metatòrax (tercer segment); en ell s'inserten tres parells de potes (una en cada segment) i dos parells d'ales (mesotòrax i metatòrax).

### Metatòrax
El metatòrax és el segment posterior dels tres segments del tòrax dels insectes i porta el tercer parell de potes. Les seves principals esclerites (plaques de l'exoesquelet) són el metanotum (dorsal), el metasternum (ventral), i el metapleuron (lateral sobre cada costat). El metatòrax és el segment que porta les ales posteriors en la majoria d'insectes alats, però de vegades les ales poden estar reduïdes o modificades com en els dípters, en els quals estan reduïdes per a formar els halteris o en els coleòpters amb menys capacitat de vol on poden ser absents encara que sí que presentin les ales anteriors. Tots els insectes adults tenen potes en el metatòrax. En molts grups d'insectes el metanotum està reduït respecte al mesonotum. Dins el subordre Apocrita dels Hymenoptera, el primer segment abdominal està fos amb el metatòrax, i aleshores s'anomena el propodeum.

## Crustacis

Esquema del cos d'un malacostraci amb tots els segments toràcics lliures, de manera que el tòrax i el péreion són equivalents

La majoria de crustacis tenen un tòrax diferenciat, format per un nombre variable de segments; aquests segments es denominen toracòmers i els seus apèndixs toracòpodes. Amb freqüència, un o diversos segments del tòrax es fusionen amb el cap; el conjunt de segments toràcics lliures, no fusionats al cap, rep el nom de perèion; aquests segments són les pereionites o pereiòmers i els seus apèndixs respectius es coneixen amb el nom de pereiopodis. Només si tots els segments toràcics són lliures, el tòrax i el pèreion són termes equivalents.